# Tanya Lindenmuth
Tanya Lindenmuth, née le 25 mai 1979 à Allentown, est une coureuse cycliste américaine.

## Palmarès

### Jeux olympiques
- Sydney 2000
  - 8e de la vitesse

### Coupe du monde
- 1999
  - 3e de la vitesse à Cali
- 2000
  - 2e de la vitesse à Cali
  - 2e de la vitesse à Mexico
  - 3e de la vitesse - Classement général
- 2001
  - 3e de la vitesse à Cali
- 2002
  - 1re du 500 mètres à Sydney
  - 2e de la vitesse à Sydney
- 2003
  - 2e de la vitesse à Aguascalientes
  - 3e du 500 mètres à Aguascalientes
  - 3e du keirin à Aguascalientes
- 2004
  - 2e de la vitesse à Aguascalientes
  - 2e de la vitesse à Sydney

### Jeux panaméricains
- Saint-Domingue 2003
  -  Médaillée d'or de la vitesse individuelle
  -  Médaillée d'or du keirin

### Championnats panaméricains
- Tinaquillo 2004
  -  Championne panaméricaine du 500 mètres
  -  Championne panaméricaine de la vitesse
  -  Médaillée d'argent du keirin

### Championnats nationaux
- Championne des États-Unis du 500 mètres (1999, 2000, 2001 et 2002)
- Championne des États-Unis de la vitesse (2001, 2002)